# Port lotniczy Mirny
Port lotniczy Mirny (IATA: MJZ, ICAO: UERR) – port lotniczy położony 4 km na wschód od Mirny, w Jakucji, w Rosji.

## Kierunki lotów i linie lotnicze
| Linia lotnicza   | Kierunek |
| ---------------- | --- |
| Ałrosa           | 1. Irkuck 2. Krasnodar 3. Krasnojarsk 4. Moskwa-Domodiedowo 5. Nowosybirsk 6. Polarny 7. Jakuck 8. Jekaterynburg |
| NordStar         | 1. Krasnojarsk                                                                                                   |
| S7 Airlines      | 1. Nowosybirsk                                                                                                   |
| Yakutia Airlines | 1. Chabarowsk 2. Jakuck                                                                                          |